# Sant Roc de Mata-solana
Sant Roc de Mata-solana és una església de Gavet de la Conca (Pallars Jussà) inclosa a l'Inventari del Patrimoni Arquitectònic de Catalunya.

## Descripció
Edifici aïllat al mig del poble, abandonat. Capella d'una sola nau, sense absis extern, amb campanar d'espadanya d'un sol ull i teulada a doble vessant. Porta quadrada, amb els angles arrodonits i rosetó a sobre.